# Sicong (sockenhuvudort i Kina, Hunan Sheng, lat 26,81, long 113,54)
Sicong (kinesiska: 思聪, 老虎田, 思聪乡) är en sockenhuvudort i Kina. Den ligger i provinsen Hunan, i den södra delen av landet, omkring 160 kilometer söder om provinshuvudstaden Changsha. Antalet invånare är 23 603. Befolkningen består av 11 959 kvinnor och 11 644 män. Barn under 15 år utgör 18,0 %, vuxna 15-64 år 74 %, och äldre över 65 år 7,0 %.
Runt Sicong är det ganska tätbefolkat, med 179 invånare per kvadratkilometer. Närmaste större samhälle är Yaopi, 13,8 km nordost om Sicong. Trakten runt Sicong består till största delen av jordbruksmark.
Genomsnittlig årsnederbörd är 1 971 millimeter. Den regnigaste månaden är maj, med i genomsnitt 295 mm nederbörd, och den torraste är oktober, med 26 mm nederbörd.